# Эмма Браун
«Э́мма Бра́ун» (англ. Emma Brown) — незаконченный роман английской романистки Шарлотты Бронте, продолженный писательницей Клэр Бойлан, и изданный в 2003 году.

## История создания
В 1854 году Шарлотта Бронте написала две главы своего нового романа «Эмма», однако ей не довелось закончить его — 31 марта 1855 года она умерла. Спустя много лет, Клэр Бойлан, ирландская писательница и журналист, дописала роман, наградив его сложным и запутанным сюжетом, повествующем о судьбе девочки Эммы, которой приходится выживать на улицах Лондона викторианской эпохи. Разврат, нищета, детская проституция, малодушие — основные темы романа.
Перед тем как приняться за написание продолжения романа, Клэр Бойлан, по её же словам, изучила множество литературы о викторианском периоде в Англии, в том числе о жизни бедняков на улицах Лондона, побывала в музее Бронте и вела беседы со многими исследователями творчества семьи Бронте.

## Сюжет

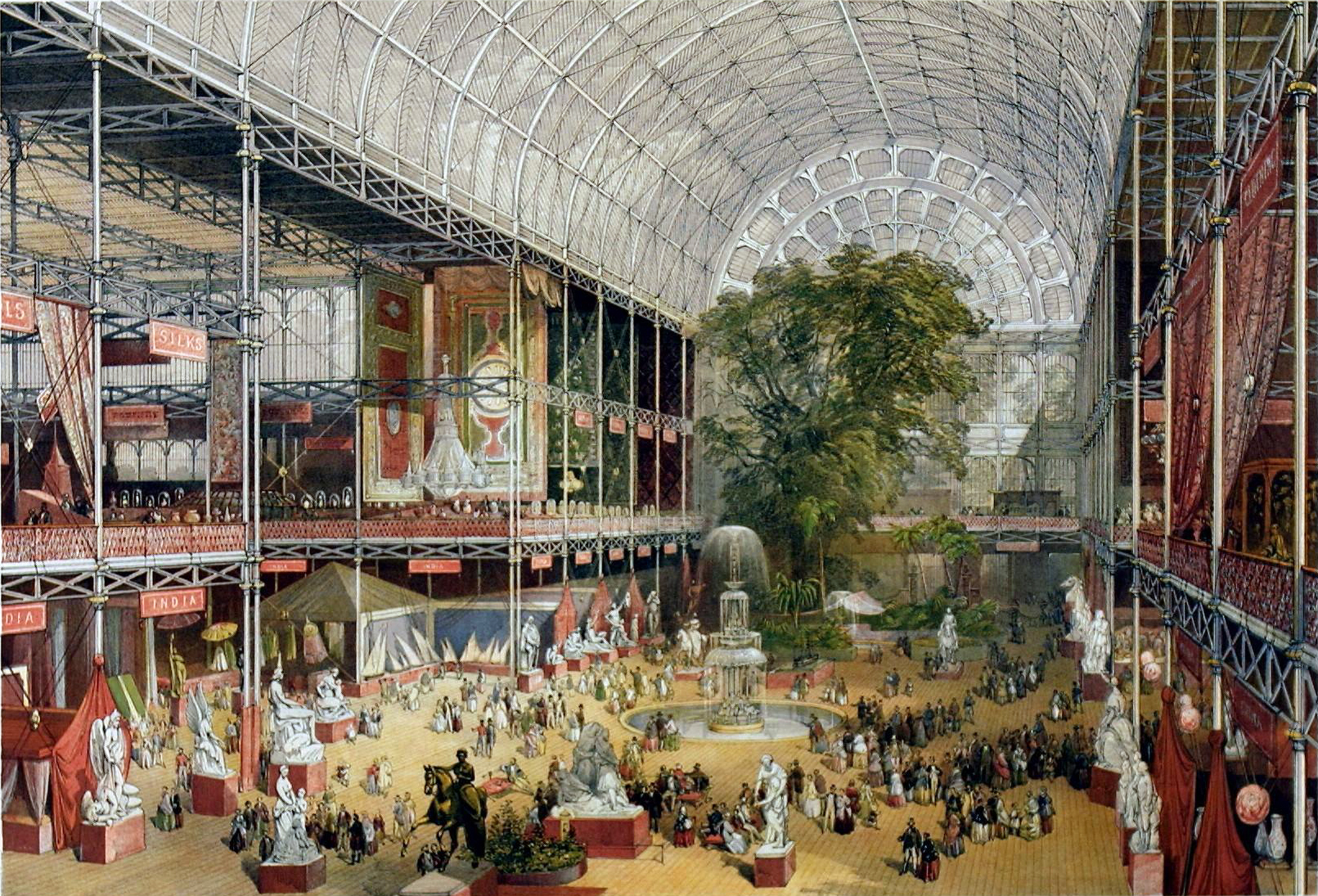
Хрустальный дворец, который упоминается в романе

Девочка по имени Эмма Браун не помнит своего прошлого и пытается разыскать мать. Ей приходится испытать на себе все ужасы нищеты и бездомной жизни на улицах Лондона, тяжело трудиться, чтобы заработать на еду. Во время своих скитаний она знакомится с девочкой младше неё по имени Дженни Дру. Вместе с ней они ищут кров и однажды забредают на Всемирную выставку в Гайд-парк, где Эмма видит свои изображения, развешенные по всему зданию Хрустального дворца, под которыми подписано, что её разыскивают. Дженни думает, что попала в рай, ведь она никогда не видела таких красивых и богатых людей, никогда не ела таких вкусных вещей, которыми здесь торговали. Такая выставка имела место в реальности — Великая выставка промышленных работ всех народов, и проходила в лондонском Гайд-парке с 1 мая по 15 октября 1851 года, она стала вехой в истории промышленной революции.
В конце концов, память возвращается к Эмме благодаря заботе её приёмной матери, Изабель Чалфонт. Оказывается, что Эмма Браун — дочь приличной женщины, у которой выкрали ребёнка и продали на улице за бесценок.